# Victor Conyngham (5e marquis Conyngham)
Victor George Henry Francis Conyngham, 5e marquis Conyngham, né à Londres le 30 janvier 1883 et mort à York le 9 novembre 1918,, est un militaire et noble britannique.

## Biographie

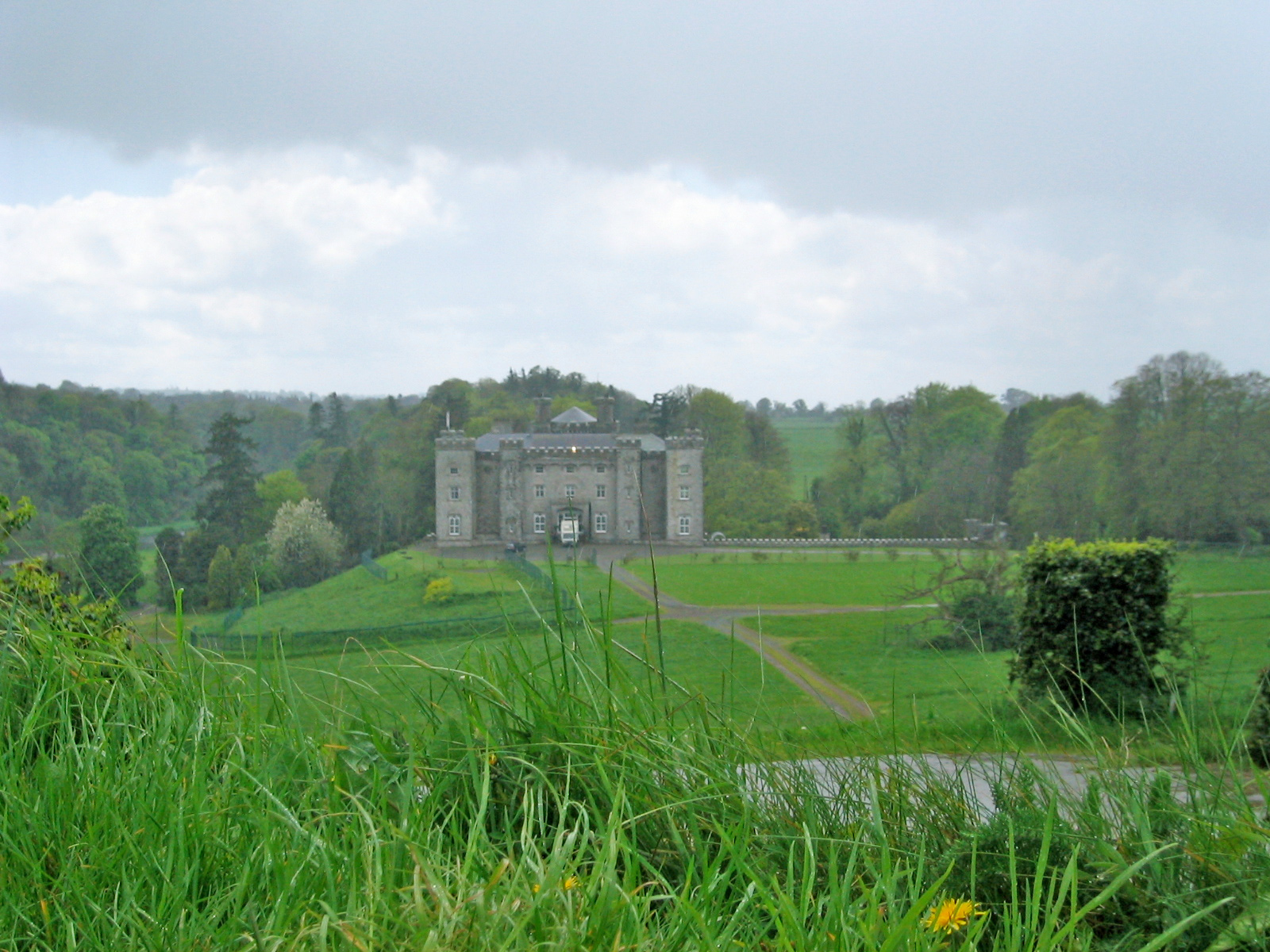
Le château de Slane, manoir familial des marquis Conyngham en Irlande.

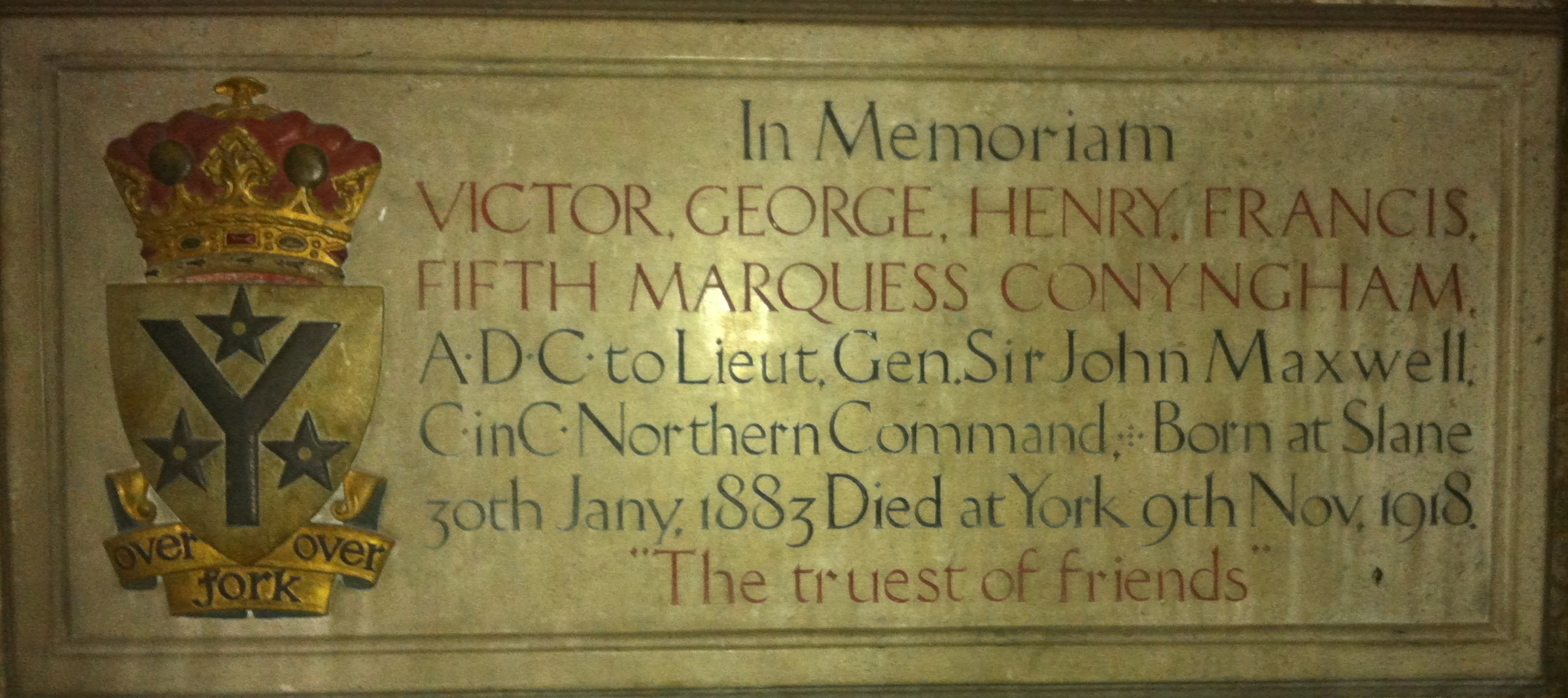
Plaque en mémoire de Victor Conyngham à la cathédrale d'York.

Il est l'aîné des sept enfants de Henry Conyngham, 4e marquis Conyngham. Le titre de baron Conyngham est créé en 1781 par George III, roi d'Irlande, pour un autre Henry Conyngham, descendant de colons écossais établis en Irlande, et membre du Conseil privé d'Irlande. Le 3e baron, également prénommé Henry, est fait marquis de la pairie d'Irlande en 1816, puis conjointement baron Minster de la pairie du Royaume-Uni en 1821, ce qui lui donne droit à un siège à la Chambre des lords. Victor Conyngham est l'arrière-arrière-petit-fils de ce dernier.
Éduqué au collège d'Eton, le jeune homme intègre ensuite l'Armée britannique et participe à la fin de la seconde guerre des Boers en 1902. Il hérite des titres de marquis Conyngham et de baron Minster à la mort de son père le 28 août 1897, et obtient ainsi le droit de siéger à la Chambre des lords à compter de sa majorité en janvier 1904. Durant la Première Guerre mondiale, il est lieutenant dans le bataillon de cavalerie South Irish Horse, 7e bataillon du Régiment royal irlandais, déployé sur le front de l'Ouest avec le Corps expéditionnaire britannique. Il est un temps aide de camp de Sir John Maxwell, puis participe notamment à la bataille de Passchendaele. Il survit aux combats mais est atteint de pneumonie dans les tranchées, et en meurt le 9 novembre 1918, à l'âge de 35 ans, deux jours avant l'Armistice. Il est inhumé au cimetière de l'église anglicane à Slane, où se trouve le château de Slane, manoir familial, dans la province du Leinster dans l'est de l'Irlande. Il est chronologiquement le dernier des quarante-trois parlementaires britanniques morts durant la Guerre et commémorés par un mémorial à Westminster Hall, dans l'enceinte du palais de Westminster où siège le Parlement. Jamais marié, il n'a pas d'enfant, et c'est son frère Frederick qui hérite de ses titres,,,.